# Ti moja rožica
»Ti moja rožica« je narodno-zabavna skladba Ansambla Modrijani iz leta 2011, na albumu leto kasneje. Avtorja glasbe sta Blaž Švab in Rok Švab, besedilo pa je napisal Jože Galič.

## Snemanje
Skladba je bila prvič predvajana že poleti 2011, uradno pa je bila izdana leto kasneje na istoimenskem albumu Ti moja rožica, pri založbi VOX. Pesem je doživela veliko popularnost po vsej Sloveniji in celo v tujini.

## Zasedba

### Produkcija
- Blaž Švab – glasba, aranžma
- Rok Švab – glasba, aranžma
- Jože Galič – besedilo
- Smiljan Greif – producent
- Boštjan Grabnar – producent
- Jože Potrebuješ – producent
- Martin Štibernik – producent

### Studijska izvedba
- Blaž Švab – solo vokal
- Rok Švab – harmonika, vokal
- Peter Oset – kitara, vokal
- Franjo Oset – bas kitara, vokal